# أورلاندو ألفاريز
أورلاندو ألفاريز (بالإنجليزية: Orlando Álvarez)‏ هو لاعب كرة قاعدة أمريكي، ولد في 28 فبراير 1952 في Canóvanas, Puerto Rico ‏ في الولايات المتحدة، وتوفي في 31 مارس 2016.

## وصلات خارجية
- أورلاندو ألفاريز على موقعبيزبول رفرنس.كوم (الدوري الرئيسي) (الإنجليزية)
- أورلاندو ألفاريز على موقعبيزبول رفرنس.كوم (الدوري الثانوي) (الإنجليزية)